# Mezootoczenie
Mezootoczenie – otoczenie regionalne przedsiębiorstwa, warstwa pośrednia, w której występuje przenoszenie się wpływów makrootoczenia na mikrootoczenie przedsiębiorstwa.